# TRNSYS
TRNSYS est un logiciel de simulation destiné principalement aux domaines des énergies renouvelables et du bâtiment.

## Domaines d'application
TRNSYS est notamment utilisé pour simuler des systèmes solaires thermiques,, mais aussi d'autres types d'énergies renouvelables , et systèmes hybrides  . Grâce à un module dédié, TRNSYS permet également la simulation énergétique de bâtiments.

## Diffusion
TRNSYS est diffusé, en France, par la SCOP IZUBA Énergies depuis janvier 2025.